# Partij voor Arbeiderszelfbestuur
De Partij voor Arbeiderszelfbestuur (Russisch: Партия самоуправления трудящихся, Partija samoepravlenija troedjasjtsjichsja, PST) was een sociaaldemocratische en centrumlinkse politieke partij in Rusland die bestond van 1995 tot 2006. Tot zijn dood in 2000 was de zakenman en oogheelkundige Svjatoslav Fjodorov (1927-2005) de leider en inspirator van de partij. 

## Geschiedenis
Fjodorov richtte de partij in 1995 op. Het voornaamste doel was het oprichten van zogenaamde "volksondernemingen" die eigendom moesten worden van de arbeiders en ook door hen worden beheerd en gerund. Fjodorov meende dat alleen op deze wijze het socialisme kon blijven voortbestaan. Hij noemde deze vorm van socialisme "volkssocialisme" en "democratisch kapitalisme". Bij de parlementsverkiezingen van 1995 kreeg de PST 3,9% van de stemmen. De partij kreeg te weinig stemmen, maar Fjodorov wist op eigen kracht in de Staatsdoema te worden gekozen via het districtenstelsel. Hij sloot zich aan bij de fractie "Volksmacht." Fjodorov deed in 1996 een gooi naar het presidentschap en eindigde als zesde van de tien kandidaten. De PST deed niet mee aan de parlementsverkiezingen van 1999.
In 2000 kwam Fjodorov bij een helikopterongeluk ongeluk om het leven. Tot zijn opvolger als partijleider werd gekozen Levon Tsjachmachtsjian. Sinds 2002 was de PST aangesloten bij de Partij van de Russische Wedergeboorte. In 2006 werd de PST ontbonden.

## Ideologie
De partij streefde naar arbeiderszelfbestuur waarbij het werknemers tevens de eigenaars van de ondernemingen zouden worden, die op democratische wijze zouden worden bestuurd. Fjodorov probeerde ook tot een synthese te komen van kapitalisme en socialisme en noemde als zijn inspirators de Amerikaanse presidentskandidaat Ross Perot en de Chinese leider Deng Xiaoping. De partij gold als gematigd sociaaldemocratisch, centrumlinks en liberaal-democratisch. Fjodorov sprak zich uit tegen het Russische militaire optreden in Tsjetsjenië en streefde naar de omvorming van Rusland in een confederatie van volkeren.